# Ležáky
Ležáky, qui faisait partie de la municipalité de Miřetice, est un village tchécoslovaque détruit par les nazis en juin 1942 en représailles à la mort de Reinhard Heydrich, tué lors de l'opération Anthropoid visant à l'éliminer. Il n'a pas été reconstruit.

## Histoire
Après la mort de Reinhard Heydrich, chef de facto du protectorat de Bohême-Moravie, assassiné le 4 juin 1942, la vengeance des Allemands commença avec l'établissement de la loi martiale. Puis, le 10 juin, ils détruisirent le village de Lidice, tuant tous ses habitants hommes. Les nazis firent ce choix, car le village était suspecté d'accueillir des résistants et fut faussement accusé d'avoir contribué à l'opération Anthropoid.
Après que la Gestapo a trouvé à Ležáky une radio liée à l'opération, 500 SS encerclèrent le village, qu'ils détruisirent le 24 juin, en tuant les 34 adultes. Onze enfants furent envoyés au camp d'extermination de Chełmno et deux sœurs, Jarmila and Marie Šťulíks, confiées à des familles allemandes.

## Galerie

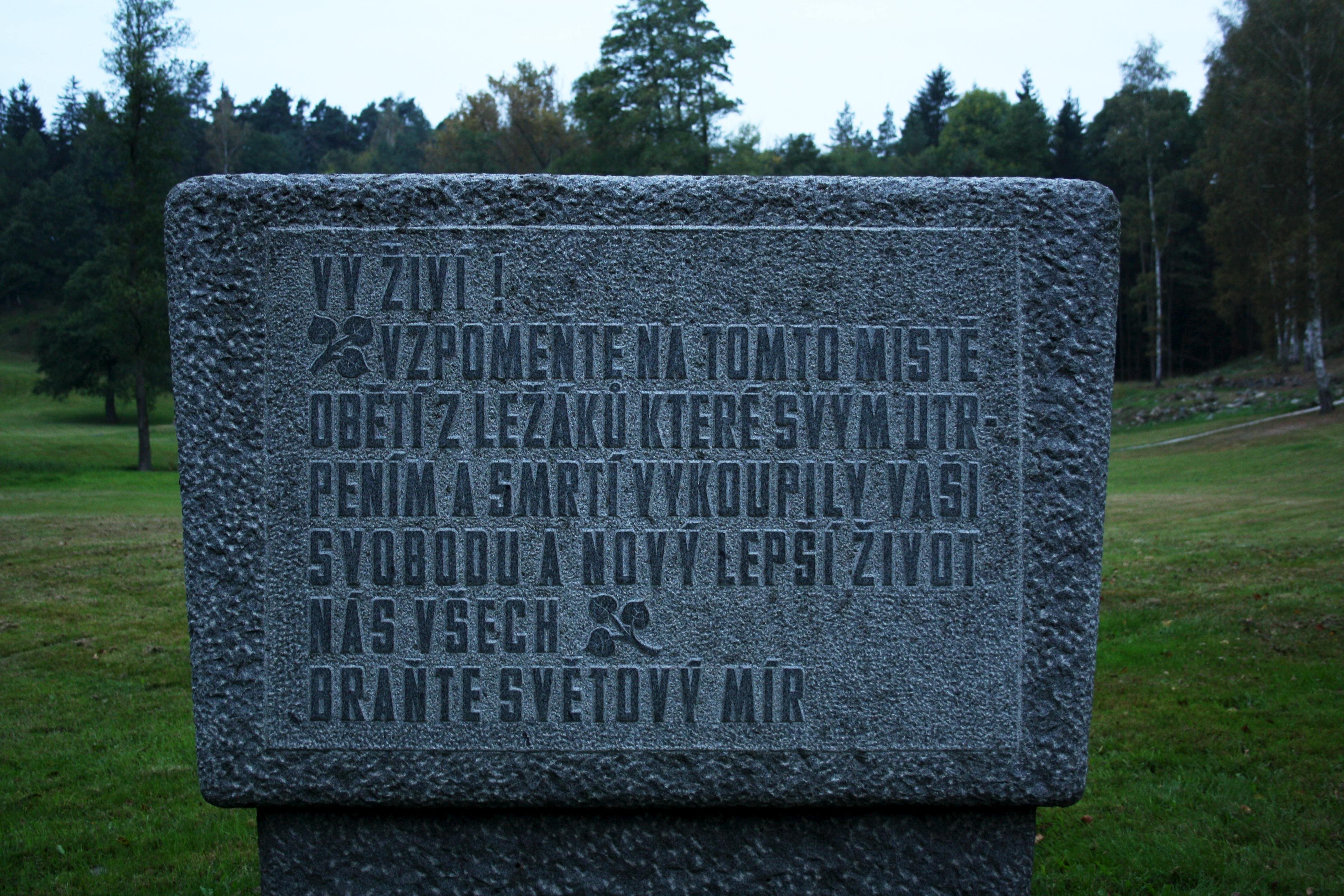
Monument commémoratif.
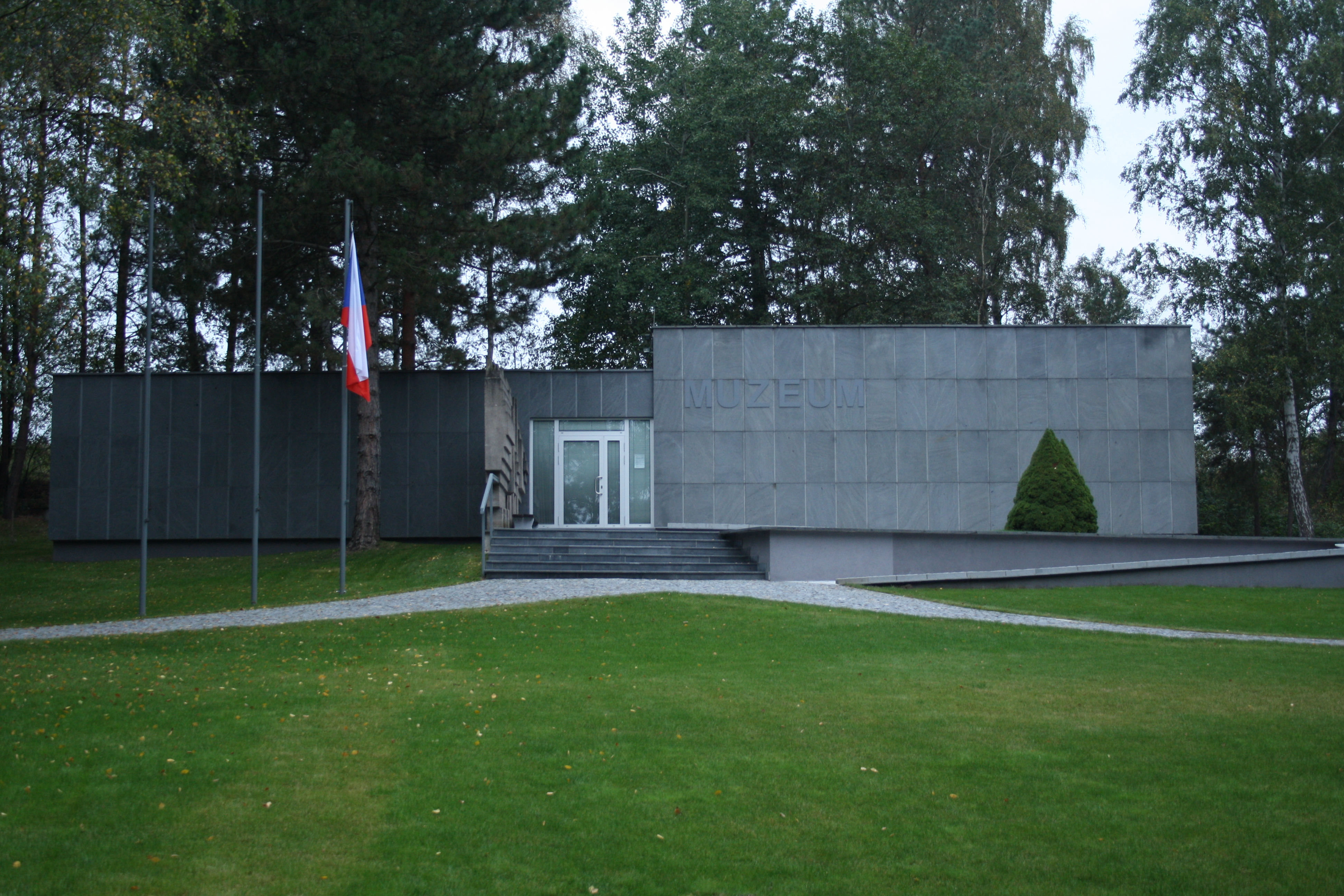
Le musée.
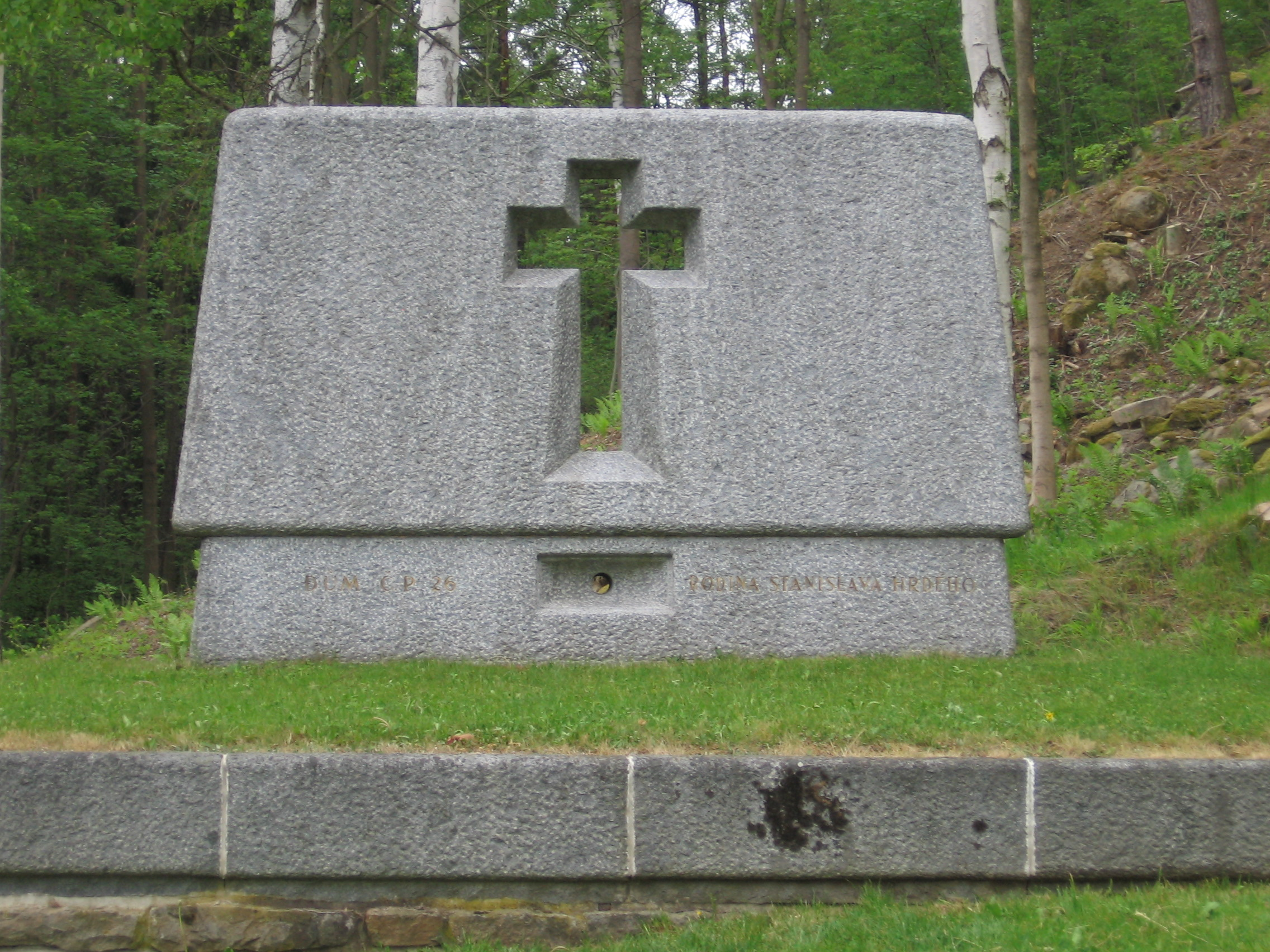
Croix marquant l'emplacement d'une des maisons détruites.
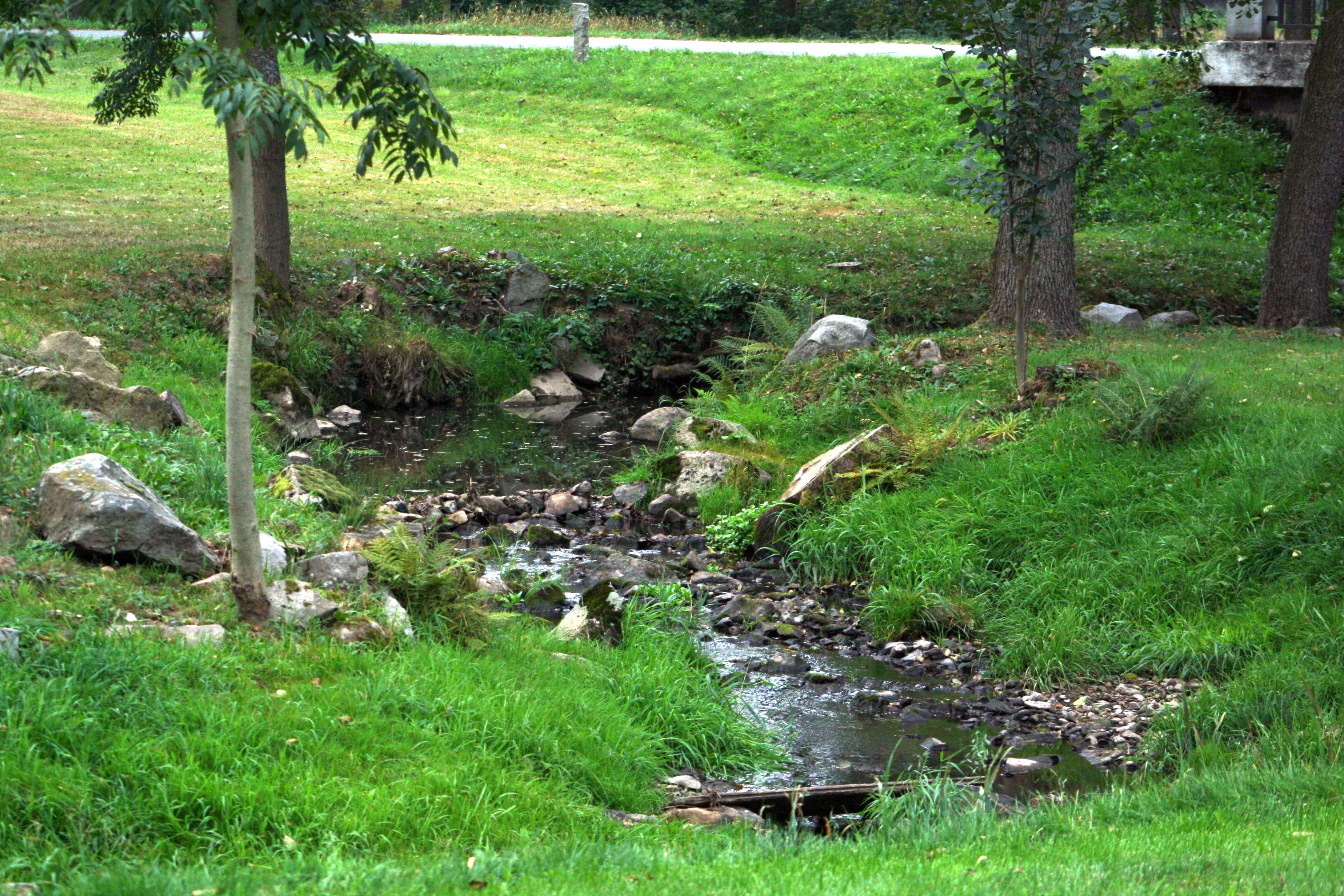
Le Ležák.

## Source de la traduction
- (en) Cet article est partiellement ou en totalité issu de l’article de Wikipédia en anglais intitulé « Ležáky » (voir la liste des auteurs).